# Кварцовий
Кварцовий — проміжна залізнична станція 4 класу Харківської дирекції залізничних перевезень Південної залізниці на одноколійній електрифікованій постійним струмом лінії Мерефа — Красноград між станцією Водолага та роз'їздом Караван у селі Новоселівка Нововодолазького району Харківської області. 
На станції зупиняються тільки приміські поїзди.